# Mike Ricci
Mike Ricci (* 27. října 1971, Kanada) je bývalý kanadský hokejista.

## Hráčská kariéra
Ricci byl střední útočník, který vynikal jak ve hře dozadu, tak ve hře dopředu. V zámoří se pro tento typ útočníků uvádí termín two-way forward. Nebyl typickým střelcem, ale měl cit pro výběr místa a velmi přesnou střelu. Ke konci kariéry se již plně orientoval na hru dozadu (v oslabení). Svého času platil za jednoho z nejlepších defenzivních útočníků NHL.
V roce 1990 vyhrál s juniorským týmem Kanady titul mistra světa a byl skauty pasován na největšího favorita draftu. V draftu v roce 1990 byl vyvolán jako čtvrtý v pořadí týmem Philadelphia Flyers namísto Jaromíra Jágra, o kterého Flyers původně jevili velký zájem.
S týmem Philadelphia Flyers podepsal nováčkovskou smlouvu a od sezóny 1990/91 nastupoval v základní sestavě. Po dvou sezonách s týmem Flyers byl vyměněn do Quebec Nordiques v rámci velkého trejdu za hokejový supertalent Erica Lindrose, který odmítal za Nordiques hrát.
V týmu Quebec Nordiques byl až druhým nebo třetím centrem za Joe Sakicem a Peterem Forsbergem a více se specializoval na defenzivní aspekt hry. V sezoně 1995/96 se tým Nordiques přestěhoval do Denveru a přijal jméno Colorado Avalanche. Hned ve své první sezoně v novém městě tým vyhrál Stanley Cup a Ricci hrál v týmu velmi důležitou roli.
Situace v Coloradu se pro něj ale nelepšila. Stále hrál v pozadí za Sakicem a Forsbergem a tak začátkem sezony 1997/98 uvítal výměnu do týmu San Jose Sharks. Sharks tehdy nutně potřebovali prvního centra a Ricci svým defenzivním pojetím hry do týmu zapadl. Za Sharks hrál až do výluky v roce 2004 a každý rok s týmem postupoval do playoff. Poslední sezónu vedl tým jako kapitán.
Před výlukou NHL podepsal smlouvu s Phoenix Coyotes. Za Coyotes hrál až do svého zranění krční páteře. V červnu 2006 podstoupil operaci vyhřezlé ploténky a v sezoně 2006/07 nastoupil pouze k sedmi zápasům. Po sezóně se rozhodl pověsit hokejové brusle na hřebík.
Po ukončení hráčské kariéry pracuje v organizaci San Jose Sharks jako poradce trenéra týmu.
Mezi fanoušky i hráči je velmi oblíbený pro svoji otevřenou, laskavou povahu. V roce 2004 byl nominován na trofej Kinga Clancyho, která tyto povahové vlastnosti oceňuje.

## Ocenění a úspěchy
- 1990 CHL - Hráč roku
- 1990 OHL - Red Tilson Trophy
- 1990 OHL - William Hanley Trophy

## Prvenství
- Debut v NHL - 4. října 1990 (Boston Bruins proti Philadelphia Flyers)
- První gól v NHL 1. listopadu 1990 (Philadelphia Flyers proti Minnesota North Stars)
- První asistence v NHL 4. listopadu 1990 (Toronto Maple Leafs proti Philadelphia Flyers)

## Klubová statistika
| 1985–86      | Toronto Marlboros   | OHL          | 38   | 39  | 42  | 81  | 27  | —   | —  | —  | —  | —  |
| 1987–88      | Peterborough Petes  | OHL          | 41   | 24  | 37  | 61  | 20  | 12  | 7  | 6  | 13 | 12 |
| 1988–89      | Peterborough Petes  | OHL          | 60   | 54  | 52  | 106 | 43  | 17  | 19 | 16 | 35 | 18 |
| 1989–90      | Peterborough Petes  | OHL          | 60   | 52  | 64  | 116 | 39  | —   | —  | —  | —  | —  |
| 1990–91      | Philadelphia Flyers | NHL          | 68   | 21  | 20  | 41  | 64  | —   | —  | —  | —  | —  |
| 1991–92      | Philadelphia Flyers | NHL          | 78   | 20  | 36  | 56  | 93  | —   | —  | —  | —  | —  |
| 1992–93      | Quebec Nordiques    | NHL          | 77   | 27  | 51  | 78  | 123 | 6   | 0  | 6  | 6  | 8  |
| 1993–94      | Quebec Nordiques    | NHL          | 83   | 30  | 21  | 51  | 113 | —   | —  | —  | —  | —  |
| 1994–95      | Quebec Nordiques    | NHL          | 48   | 15  | 21  | 36  | 40  | 6   | 1  | 3  | 4  | 8  |
| 1995–96      | Colorado Avalanche  | NHL          | 62   | 6   | 21  | 27  | 52  | 22  | 6  | 11 | 17 | 18 |
| 1996–97      | Colorado Avalanche  | NHL          | 63   | 13  | 19  | 32  | 59  | 17  | 2  | 4  | 6  | 17 |
| 1997–98      | Colorado Avalanche  | NHL          | 6    | 0   | 4   | 4   | 2   | —   | —  | —  | —  | —  |
| 1997–98      | San Jose Sharks     | NHL          | 59   | 9   | 14  | 23  | 30  | 6   | 1  | 3  | 4  | 6  |
| 1998–99      | San Jose Sharks     | NHL          | 82   | 13  | 26  | 39  | 68  | 6   | 2  | 3  | 5  | 10 |
| 1999–00      | San Jose Sharks     | NHL          | 82   | 20  | 24  | 44  | 60  | 12  | 5  | 1  | 6  | 2  |
| 2000–01      | San Jose Sharks     | NHL          | 81   | 22  | 22  | 44  | 60  | 6   | 0  | 3  | 3  | 0  |
| 2001–02      | San Jose Sharks     | NHL          | 79   | 19  | 34  | 53  | 44  | 12  | 4  | 6  | 10 | 4  |
| 2002–03      | San Jose Sharks     | NHL          | 75   | 11  | 23  | 34  | 53  | —   | —  | —  | —  | —  |
| 2003–04      | San Jose Sharks     | NHL          | 71   | 7   | 19  | 26  | 40  | 17  | 2  | 3  | 5  | 4  |
| 2005–06      | Phoenix Coyotes     | NHL          | 78   | 10  | 6   | 16  | 69  | —   | —  | —  | —  | —  |
| 2006–07      | Phoenix Coyotes     | NHL          | 7    | 0   | 1   | 1   | 4   | —   | —  | —  | —  | —  |
| 2006–07      | San Antonio Rampage | AHL          | 2    | 0   | 0   | 0   | 0   | —   | —  | —  | —  | —  |
| Celkem v NHL | Celkem v NHL        | Celkem v NHL | 1099 | 243 | 362 | 605 | 979 | 110 | 23 | 43 | 66 | 77 |

## Reprezentace
| Rok                    | Tým                    | Soutěž                 | Z                      | G  | A | B | TM |   |
| ---------------------- | ---------------------- | ---------------------- | ---------------------- | -- | - | - | -- | - |
| 1989                   | Kanada 20              | MSJ                    | 7                      | 5  | 2 | 7 | 6  |   |
| 1990                   | Kanada 20              | MSJ                    | 5                      | 0  | 4 | 4 | 0  |   |
| 1994                   | Kanada                 | MS                     | 8                      | 2  | 1 | 3 | 8  |   |
| Juniorská reprezentace | Juniorská reprezentace | Juniorská reprezentace | Juniorská reprezentace | 12 | 5 | 6 | 11 | 6 |
| Seniorská reprezentace | Seniorská reprezentace | Seniorská reprezentace | Seniorská reprezentace | 8  | 2 | 1 | 3  | 8 |